# FC Dacia Buiucani
Der Fotbal Club Dacia Buiucani ist ein moldauischer Fußballverein aus Chișinău.

## Geschichte
Der Verein wurde 1997 unter dem Namen CSCA Buiucani gegründet und bekam 2008 den Zusatz CSCA-Buiucani Kiszyniów. Von 2011 bis 2017 waren sie die Reservemannschaft des Erstligisten FC Dacia Chișinău und spielten als Dacia-2 Buiucani. Seit 2018 spielen sie unter dem heutigen Vereinsnamen. In der Saison 2019 stiegen man als Vizemeister der zweitklassigen Divizia A erstmals in die höchste nationale Spielklasse, die Divizia Națională auf.

## Stadion
Seine Heimspiele in der Erstligasaison 2023/24 trägt der Klub im 22 Kilometer entfernen Ort Suruceni südlich der Hauptstadt Chișinău aus. Das Stadionul Sătesc hat eine Kapazität von 1.500 Plätzen. Davor spielte man in der heimischen Joma Arena (ehemals Stadionul CSCT Buiucani), welches 2.000 Plätze und einen Kunstrasen bietet.